# Daré Nibombé
Daré Nibombé (* 16. Juni 1980 in Lomé) ist ein ehemaliger togoischer Fußballspieler. Er bestritt insgesamt 186 Spiele in der ghanaischen Premier League, der togoischen Championnat National, der belgischen Pro League, der rumänischen Liga 1, der aserbaidschanischen Premyer Liqası und der saudi-arabischen Professional League. Im Jahr 2002 gewann er mit AS Douanes de Lomé die togoische Meisterschaft.

## Karriere

### Verein
Nibombé startete seine Karriere in seinem Heimatland Togo. 1999 ging er zum togoischen Erstligisten und mehrmaligen Landesmeister ASKO Kara. Nach zwei Jahren wechselte der gelernte Verteidiger nach Ghana zu Liberty Professionals. Dort blieb er allerdings nur ein Jahr, um in seine Heimat zurückzukehren und für den Meister AS Douanes aufzulaufen.
2003 wagte Nibombé den Gang nach Europa und unterschrieb beim belgischen Erstligisten RAEC Mons. Mit dem Verein stieg er 2005 ab, man schaffte allerdings den direkten Wiederaufstieg. Im September 2008 wurde er vom rumänischen Erstligisten CS Otopeni als Innenverteidiger verpflichtet. Schon zur Winterpause 2008/09 wechselte er zum Ligakonkurrenten FC Timișoara, wo er die Vizemeisterschaft erringen konnte.
Von Sommer 2010 bis Januar 2011 spielte Nibombé für den FK Baku in Aserbaidschan. Zum 1. Februar 2011 wechselte er zum deutschen Fußball-Zweitligisten Arminia Bielefeld, den er aber schon nach einem halben Jahr wieder verließ. Im Winter 2012 wechselte er zu Royal Boussu Dour Borinage in Belgien. Dort beendete er im Jahr 2015 seine Laufbahn.

### Nationalmannschaft
Nibombé vertritt sein Heimatland bei Länderspielen. So stand er auch bei der Weltmeisterschaft 2006 im Aufgebot der togoischen Nationalmannschaft und bestritt drei Spiele während des Turniers. Später übernahm er die Rolle des Mannschaftskapitäns in der togoischen Nationalmannschaft.

## Erfolge
- Togoischer Meister: 2002